# Довженко Леся Григорівна
Довженко Леся Григорівна (23 лютого 1948, Київ — 22 серпня 2011, Київ) — українська художниця, член Національної Спілки художників України; (1982).

## Біографія
Довженко Леся Григорівна народилась 23.02.1948 р. у м. Київ. Закінчила Львівський державний інститут прикладного та декоративного мистецтва (1971). Педагогами з фаху були Роман Сельський, Карло Звіринський. Л. Довженко працювала в галузі живопису, декоративно-прикладного та монументального мистецтва. З 1982 року член Національної Спілки художників України. Її роботи окрім України експонувалися в Австралії, Швеції, Італії, Данії, Чехії.
Родина Л. Довженко належить до роду Довженків:  — Довженко Григорій Овксентійович (батько Л.Довженко — український художник-монументаліст, заслужений художник України), Тарас Григорович Довженко (брат Л.Довженко — український архітектор, заслужений архітектор України), Леле (донька Л.Довженко — талановитий, вже неодноразово нагороджений майстер графіки).
В різні періоди життя Л. Довженко спілкувалася і приятелювала з такими зірками сучасного українського мистецтва, як Андрій Чебикін, Тіберій Сільваші [Архівовано 29 березня 2013 у Wayback Machine.], а також вже покійними, Олександрою Праховою[недоступне посилання з липня 2019], Валерієм Ласкаржевським [Архівовано 18 січня 2014 у Wayback Machine.] та іншими митцями.
Померла Л. Г. Довженко 22 серпня 2011 року. Похована в Києві на Байковому кладовищі [Архівовано 26 червня 2011 у Wayback Machine.].

## Про творчість Л.Г.Довженко
На ювілейній виставці Л. Довженко співробітниця галереї «Митець», Лариса Коваленко зауважила (Див.), що цю художницю розуміють не всі, але цінять ті, хто бачить не просто картину, а завжди зуміє розгледіти глибокий, іноді навіть філософській зміст картин Лесі Довженко. Вони не відрізняються чіткістю, точністю ліній. Але саме ця легка «недбалість» робить жіночі образи виразними. До того ж більша частина живописних робіт не обрамлена, що дає додатковий акцент зображенню. Серед її робіт особливо увагу привертають гобелени. Просто-таки заворожує «Пейзаж для двох» проникливий, зворушливо-чуттєвий сюжет, хоча виконаний переважно нитками холодних тонів — синього, коричневого, чорного. Героїня іншої примітної роботи — «Голуби»- стоїть в оточенні птиць, і у неї самої обличчя голубки. Художниця відразу з головою занурює глядача в глибини Трипільської культури. Від цих робіт віє язичницькою архаїкою та поетичним світовідчуттям прадавніх слов'ян із їхніми міфологічними уявленнями про світобудову та нероздільність людського буття і природи (гобелен «Птахи», монументальний розпис «Зв'язок часів»). Леся Довженко — художник-філософ. Весь навколишній світ і людина з її простими і складними почуттями для художниці — джерело роздумів. Вона закохана в саму Любов і передає цю закоханість серією жіночих портретів і чарівних дитячих образів («Серед кущів», «Дитяче свято»).
А ось що писала у передмові до буклету ювілейної виставки творів Лесі Довженко лауреат Національної премії України Імені Тараса Шевченка, заслужений діяч мистецтв України Зоя Чегусова:
«У гобеленах, батиках, живописних творах, графічних аркушах Лесі Довженко реальність гармонічно поєднується з фантастичними образами, породженими уявою.
Довкілля є для художниці джерелом роздумів, проте воно ніколи не стає об'єктом безпосереднього відтворення на полотні. основна тема її творів — Жінка і Любов. На чарівному образі жінки концентрується багатобарвне бачення світу, в ній природа, джерело всього сущного, людська простота і окладність. Лейтмотивом проходить образ матері, яка в космологічних і міфологічних уявленнях наших предків мислилась як Праматор світу.
Палко закохана впродовж багатьох років у трипільську культуру, художниця прагне у своїй творчості Усвідомити й відтворити пластичний код мистецтва стародавніх слов'ян. Поетичне світобачення художниці побудоване, як і в стародавніх предків, на нероздільності людського життя і природи, з її стихіями Вогню та Води, тваринами, птахами, рослинами.
У багатьох її творах угадуються риси образотворчості архаїки язичництва, яке крізь тисячоліття вважається плоттю від плоті мистецтва XX ст.
Вони свідчать про належність до національної традиції монументального і декоративно-прикладного давньослов'янського мистецтва староукраїнської ікони, духовного живопису доби середньовіччя.
Творчість Лесі Довженко — явище надзвичайно органічне в українській культурі на межі століть. Вона з повагою звертається до досвіду своїх львівських учителів Романа Сельського, Карла Зверинського, Володимира Овсійчука, які з'єднали українське мистецтво з європейським, а також зі спадщиною монументалістів 20 — 30 років, перед усім свого батька Григорія Довженка. І тут важливі не буквальні запозичення формальної мови, а бажання сприйняти дух їхньої творчої незалежності, турботливе ставлення до національної самобутності мистецтва.»
Пізніше, вже після смерті мисткені, З. Чегусова, характеризуючи творчість Л. Довженко, писала: Творчість Лесі Довженко сприймалася надзвичайно органічною в контексті художнього процесу межі ХХ-ХХІ століть: вона репрезентувала глибоку належність до національної традиції — монументального й ужиткового давньослов'янського мистецтва, старо-української ікони, сакрального живопису доби середньовіччя. … Реальність в її живописних творах гармонійно поєднувалась із фантастичними образами, породженими уявою. Навколишня дійсність слугувала для художниці джерелом роздумів і мрій, проте вона ніколи не була об'єктом безпосереднього відтворення на полотні чи в ткацтві або в розписах на тканині..
З окремими зразками її робіт (живопис, гобелени) можна познайомитися на сторінках Інтернету «Art of Ukraine» [Архівовано 21 жовтня 2012 у Wayback Machine.], а також [Архівовано 5 березня 2016 у Wayback Machine.] та.
Леся Григорівна Довженко — учасниця багатьох всеукраїнських, групових, персональних виставок в Україні і за її межами з 1980 року.

## Основні виставки
Групові :
1987 — Виставка творчого об'єднання «Погляд», м. Київ.
1988 — «Діалог через віки», м. Київ.
1991 — Виставки творчого об'єднання «Погляд» — «100 українських митців світу — 100-річчю українських поселень в Канаді», Державний музей українського образотворчого мистецтва, м. Київ.
1993 «Родовід» Культурно-мистецький центр «Український дім», м. Київ.
1998 — Міжнародний артфестиваль. Український Дім, Київ, Україна.
1999 — «Мистецтво України», Національний художній музей. Київ, Україна.
2008 — Виставка у Київському Музеї гетьманства, м. Київ.
2011 — Всеукраїнське трієнале художнього текстилю, м. Київ.
Персональні :
1994 — Галерея «Брама», м. Київ.
1995 — Фонд культури, м. Київ.
1996 — Галерея «Nexus», Аделаїда, Австралія.
1997 — «Спогади про Австралію», галерея «36», м. Київ.
1999 — Галерея «Art-east», м. Київ.
2008 — Персональна виставка Лесі Довженко (живопис, графіка, гобелени, батик) у галереї «Митець», м. Київ.
Міжнародні :
1990 — Мальме, Швеція.
1991 — «Відьомське коло», Оденсе, Данія.
1997 — «Франція — Україна». Тулуза, Франція.
1999 — Арт-ярмарок, Падуя, Італія.
2000 — «Японія — Україна». Групова виставка живопису. Київ, Україна.

## Місцезнаходження творів
Україна : м. Київ, Національний художній музей.
м. Львів, Музей етнографії та художнього промислу,
Посольства України в Бельгії, Угорщині, Чехії.
приватні колекції в Італії, Швеції.